# Bandiera dell'unificazione coreana

Bandiera dell'unificazione coreana.

La bandiera dell'unificazione coreana è la bandiera utilizzata dalla Corea del Nord e dalla Corea del Sud quando partecipano congiuntamente a un evento sportivo.

## Storia
La bandiera venne sventolata la prima volta nel 1991 al quarantunesimo campionato mondiale di ping pong svoltosi a Chiba, in Giappone, e al sesto campionato mondiale di calcio giovanile tenutosi a Lisbona. 
È stata presente durante l'apertura di quattro Giochi olimpici: Sydney 2000, Atene 2004, Torino 2006 e Pyeongchang 2018. In tali occasioni due atleti rappresentanti le due parti della penisola l'hanno portata congiuntamente.

## Galleria d'immagini

Penisola coreana e l'isola di Jeju.
Penisola coreana, Jeju e l'isola di Ulleungdo.
Penisola coreana, Jeju, Ulleungdo e le Rocce di Liancourt.